# Mark Hambourg
Mark Hambourg (russisch Марк Михайлович Хамбург/Mark Michailowitsch Hamburg; * 31. Maijul. / 12. Juni 1879greg. in Bogutschar (Russisches Kaiserreich); † 26. August 1960 in Cambridge (England)) war ein russisch-britischer Pianist.

Mark Hambourg mit seiner Braut Dorothy Muir-Mackenzie (1906)

## Leben
Mark Hambourg war der Sohn von Michail Hambourg (1855–1916). Im Jahr 1888 begann er in Moskau mit öffentlichen Auftritten und hatte schon sehr bald Aufführungen in allen großen Städten Europas. Er lebte seit 1889 in London,  erhielt seine grundlegende Klavierausbildung 1891 bis 1895 in Wien bei Theodor Leschetizky und nahm 1896 die britische Staatsangehörigkeit an.
Mark Hambourg war der Bruder von Boris, Jan und Clement Hambourg und der Vater der Pianistin Michal Hambourg, mit der er gemeinsame Auftritte hatte.

## Veröffentlichungen
- From Piano to Forte, Cassell: London 1931
- PODIUM POL-1029 Mark Hambourg (Vol. 1) spielt Tschaikowsky's Klavier-Konzert Nr. 1 und Beethoven’s Klavier-Konzert Nr. 3
- PODIUM POL-1030 Mark Hambourg (Vol. 2) Sonaten und Piècen Part 1 (Händel, Beethoven, Chopin, Liszt u. a.)
- PODIUM POL-1036 Mark Hambourg (Vol. 3) Sonaten und Piècen Part 2 (Scarlatti, Gluck, Beethoven, Liszt, de Falla u. a.)
- PODIUM POL-1042 Mark Hambourg (Vol. 4) Sonaten und Piècen Part 3 (Bach, Beethoven, Liszt, Schumann u. a.)
- APPIAN apr 7040 Mark Hambourg spielt 14 Rhapsodien, den Rákóczy-Marsch und das Concerto pathétique von Franz Liszt